# Lasiocercis truncatoides
Lasiocercis truncatoides là một loài bọ cánh cứng trong họ Cerambycidae.